# Tagir Chajbułajew
Tagir Chajbułajew (ros. Тагир Хайбулаев; ur. 24 lipca 1984 w Dagestanie) – rosyjski judoka, mistrz świata, mistrz Europy. 
Największym sukcesem zawodnika jest mistrzostwo świata zdobyte w Paryżu w 2011 w kategorii do 100 kg. W tej samej kategorii zdobył również złoty medal mistrzostw Europy w 2009 roku w Tbilisi.

## Odznaczenia
- Order Przyjaźni (13 sierpnia 2012) – za wielki wkład w rozwój kultury fizycznej i sportu, wysokie osiągnięcia sportowe na zawodach XXX Olimpiady 2012 roku w mieście Londynie (Wielka Brytania)[2]